# Bardiani CSF/Saison 2014
Dieser Artikel listet Erfolge und Fahrer des Radsportteams Bardiani CSF in der Saison 2014 auf.

## Erfolge in der UCI WorldTour
In der Saison 2014 gelangen dem Team nachstehende Erfolge in der UCI WorldTour.
| Datum   | Rennen                   | Fahrer           |
| ------- | ------------------------ | ---------------- |
| 23. Mai | 13. Etappe Giro d’Italia | Marco Canola     |
| 24. Mai | 14. Etappe Giro d’Italia | Enrico Battaglin |
| 28. Mai | 17. Etappe Giro d’Italia | Stefano Pirazzi  |

## Erfolge in der UCI Europe Tour
In der Saison 2014 gelangen dem Team nachstehende Erfolge in der UCI Europe Tour.
| Datum         | Rennen                             | Kat. | Fahrer              |
| ------------- | ---------------------------------- | ---- | ------------------- |
| 23. April     | 2. Etappe Giro del Trentino        | 2.HC | Edoardo Zardini     |
| 20. Juni      | 2. Etappe Tour de Slovénie         | 2.1  | Sonny Colbrelli     |
| 21. Juni      | 3. Etappe Tour de Slovénie         | 2.1  | Francesco Bongiorno |
| 24. Juni      | Giro dell’Appennino                | 1.1  | Sonny Colbrelli     |
| 10. August    | 6. Etappe Post Danmark Rundt       | 2.HC | Nicola Boem         |
| 28. August    | 3. Etappe Tour du Poitou Charentes | 2.1  | Nicola Ruffoni      |
| 9. September  | 3. Etappe Tour of Britain          | 2.HC | Edoardo Zardini     |
| 20. September | Memorial Marco Pantani             | 1.1  | Sonny Colbrelli     |
| 9. Oktober    | Coppa Sabatini                     | 1.1  | Sonny Colbrelli     |

## Zugänge – Abgänge
| Zugänge         | Team 2013                   | Abgänge                | Team 2014          |
| --------------- | --------------------------- | ---------------------- | ------------------ |
| Andrea Manfredi | Ceramica Flaminia-Fondriest | Sacha Modolo           | Lampre-Merida      |
| Andrea Piechele | Ceramica Flaminia-Fondriest | Andrea Pasqualon       | Area Zero Pro Team |
| Paolo Colonna   | Neoprofi                    | Christian Delle Stelle | Team Idea          |
| Nicola Ruffoni  | Neoprofi                    | Andrea Di Corrado      | Team Colpack       |

## Mannschaft
| Name                | Geburtstag         | Nationalität |              |
| ------------------- | ------------------ | ------------ | ------------ |
| Enrico Barbin       | 4. März 1990       | Italien      |              |
| Enrico Battaglin    | 17. November 1989  | Italien      |              |
| Nicola Boem         | 27. September 1989 | Italien      |              |
| Francesco Bongiorno | 1. September 1990  | Italien      |              |
| Marco Canola        | 26. Dezember 1988  | Italien      |              |
| Sonny Colbrelli     | 17. Mai 1990       | Italien      |              |
| Marco Coledan       | 22. August 1988    | Italien      |              |
| Paolo Colonna       | 24. März 1987      | Italien      |              |
| Donato De Ieso      | 27. Februar 1989   | Italien      |              |
| Filippo Fortin      | 1. Februar 1989    | Italien      |              |
| Stefano Locatelli   | 26. Februar 1989   | Italien      |              |
| Andrea Manfredi     | 10. Februar 1992   | Italien      |              |
| Angelo Pagani       | 4. August 1988     | Italien      |              |
| Andrea Piechele     | 29. Juni 1987      | Italien      |              |
| Stefano Pirazzi     | 11. März 1987      | Italien      |              |
| Nicola Ruffoni      | 14. Dezember 1990  | Italien      |              |
| Edoardo Zardini     | 2. November 1989   | Italien      |              |
| Stagiaires          | Stagiaires         | Nationalität | Nationalität |
| Dario Mantelli      | Dario Mantelli     | Italien      |              |
| Paolo Simion        | Paolo Simion       | Italien      |              |
| Simone Sterbini     | Simone Sterbini    | Italien      |              |